# Charles Loyseau

Portretgravure door Jaspar Isaac

Charles Loyseau (1564 – Parijs, 25 oktober 1627) was een Frans rechtsgeleerde.

## Leven
Zijn grootvader Jean Loyseau was een koopman in Nogent-le-Roi en zijn vader Renaud Loyseau advocaat aan het Parlement van Parijs. Charles trad in zijn voetsporen, maar nam in 1588 ontslag bij het parlement vanwege politiek-religieuze troebelen. Hij zette zijn studies verder en zou in 1593 kortstondig rechter zijn geweest (lieutenant particulier) in het baljuwschap en de presidiale rechtbank van Sens. Hij nam deel aan de overgave van de stad aan koning Hendrik IV. In 1595 publiceerde hij een eerste juridische verhandeling. Hij was welstellend genoeg om in 1600 het baljuwsambt van Châteaudun te kopen, waardoor hij rechtsprak namens Catherine de Gonzague, weduwe van de hertog van Longueville. Alvorens hij het ambt tien jaar later voor twintigduizend livres verkocht aan Jacques Chaillou, schreef hij het grootste deel van zijn werk. Daarna keerde hij terug naar Parijs om er weer advocaat aan het Parlement te worden. Hij bracht het in 1620 tot stafhouder, functie die hij bekleedde tot zijn dood zeven jaar later.

## Werk
In zijn eerste boek over renten onderzocht Loyseau het recht van schuldeisers om zich te verhalen op het onroerend goed van wanbetalers. Zijn tweede boek was een verdere uitwerking van deze problematiek. Hij stelde zich tot taak de basisbegrippen uit te klaren en grondbeginselen te zoeken binnen het uiteenlopende en verwarde gewoonterecht. 
Het derde werk van Loyseau was een meer persoonlijk en polemisch Discours naar aanleiding van de voorgenomen hervorming van de heerlijke rechtbanken onder koning Hendrik IV. De rechtsgeleerde toonde zich een tegenstander van dergelijke instellingen, waarvan hij in een historische analyse aantoonde dat ze een usurpatie van de staatsmacht waren, die bovendien erfelijk was geworden. De ironie was dat hij op dat moment zelf in een heerlijke rechtbank zetelde. Het Discours, dat ook een vervolg kreeg, verwees vooruit naar een meer uitgewerkte verhandeling over heerlijkheden.
Dit Traité des seigneuries verscheen in 1608. Het was geconcipieerd als het eerste deel van een trilogie over heerlijkheden en venale ambten. Het meest vernieuwende aspect van de verhandeling was dat Loyseau een nieuwe woordenschat ontwikkelde om over lenen, heerlijkheden en ambten te kunnen spreken zonder intrinsieke verwarring tussen private eigendom en publieke macht. Hij bouwde voort op het denken van Jean Bodin over soevereiniteit, dat hij consequenter doortrok. Zijn betoog strekte ertoe de hiërarchische eigendomsverdeling van de feodaliteit te vervangen door een systeem van volle eigendom, maar hij maakte deze gevolgtrekking nergens expliciet, vermoedelijk omdat ze te disruptief zou zijn geweest. In zijn pleidooi tegen heerlijke rechtbanken was hij minder terughoudend: hij noemde de heren dieven en tirannen, maar ook hier ging hij uiteindelijk niet zo ver de afschaffing voor te stellen. Hoewel Loyseau dus niet opriep tot radicale veranderingen, maakte zijn nieuwe woordenschat die wel denkbaar. De invloed ervan liet zich gelden tot diep in de 18e eeuw. Toen Boucher d'Argis voor de Encyclopédie het lemma 'Seigneurie' schreef, kwam dit neer op een samenvatting van het Traité des seigneuries.
Het volgende werk van Loyseau is achteraf zijn beroemdste geworden: het Traité des ordres et simples dignitez, waarin hij de standenmaatschappij en de sociale structuur van zijn tijd besprak. Onder inroeping van de scala naturae betoogde hij dat elke groep zijn plaats moest kennen. Het zijn vooral zijn sociologische observaties die vandaag nog leerzaam zijn om het 17e-eeuwse Frankrijk te doorgronden.

## Familie
Loyseau trouwde in 1601 op 38-jarige leeftijd met Louise Tourtier, dochter van een ontvanger-generaal van financiën, met wie hij zeven kinderen had.

## Publicaties
- Traité de la garantie des rentes (1595)
- Traité du déguerpissement et délaissement par hypothèque (1597)
- Discours de l'abus des justices de village (1603)
- Suitte du Discours de l'abus des justices de village (1604)
- Traité des seigneuries (1608)
- Traité des ordres et simples dignitez (1610)
- Cinq livres du droict des offices, avec le livre des seigneuries et celui des ordres (1613)

## Voetnoten
1. ↑  Het geboortejaar wordt soms als 1566 gegeven en de geboorteplaats als Nogent-le-Roi of Parijs.
2. ↑  Blaufarb 2016, p. 27
3. ↑  Blaufarb 2016, p. 231

- Bibsys: 90796684
- Biblioteca Nacional de España: XX1680685
- Bibliothèque nationale de France: cb121981282 (data)
- CiNii: DA06183399
- Gemeinsame Normdatei: 136387640
- International Standard Name Identifier: 0000 0001 2142 9728
- Library of Congress Control Number: n88177529
- Nationale Bibliotheek van Tsjechië: kup19950000059043
- Nationale bibliotheek van Australië: 35895135
- Nationale Bibliotheek van Israël: 987007435455005171
- Nederlandse Thesaurus van Auteursnamen: 07465862X
- Réseau des bibliothèques de Suisse occidentale: 02-A003533774
- Système universitaire de documentation: 03059846X
- Trove: 1135590
- Virtual International Authority File: 89175036
- WorldCat: E39PBJbM9XQQRCmJDGdXTJYkjC